# British Journal of Clinical Pharmacology
Il British Journal of Clinical Pharmacology (dall'inglese: Rivista britannica di farmacologia clinica)è una rivista medica mensile sottoposta a revisione paritaria e pubblicata dalla casa editrice Wiley-Blackwell per conto della British Pharmacological Society. La rivista tratta tutti gli aspetti dell'azione dei farmaci sugli esseri umani.
Il primo numero uscì in stampa nel febbraio 1974. Dal 2013 la rivista è pubblicata esclusivamente online. Oltre ai lavori originali, snono pubblicati anche articoli di revisione, commenti e corrispondenza. I resoconti dei congressi della Sezione Clinica della Società Farmacologica Britannica sono pubblicati all'interno di un volume di abstract.
Il primo redattore era chiamato "presidente del comitato editoriale" fino al gennaio 2007, quando il titolo è stato cambiato in quello attuale di caporedattore.
Di seguito è riportato un elenco di tutti i precedenti presidenti o caporedattori:
- Graham M Wilson† (Università di Glasgow)  (1974–7)
- Colin T Dollery† (Royal Postgraduate Medical School, Londra) (1978–82)
- Alasdair M Breckenridge† (Università di Liverpool) (1983–8)
- David G Grahame-Smith† (University of Oxford) (1988–95)
- Geoffrey T Tucker (Università di Sheffield) (1995–2002)
- Jeffrey K Aronson (Università di Oxford) (2003–7)
- James M Ritter (King's College London) (2008–14)
- Adam F Cohen (Università di Leida) (2015–19).

Al 2025, il caporedattore è Serge Cremers (Columbia University).

## Posizionamento accademico
Secondo il Journal Citation Reports, nel 2022 la rivista ha un fattore di impatto pari a 3,4 e un fattore di impatto quinquennale di 3,8, posizionandosi al 125° posto su 278 riviste nella categoria "Farmacologia e Farmacia".
È nel primo quartile delle riviste nella categoria "Medicina - Farmacologia (medica)"(51/255). È nel secondo quartile delle riviste nella categoria "Farmacologia, Tossicologia e Farmaceutica - Farmacologia" (91/303).